# 普羅斯佩克特冰川
69°32′S 67°20′W / 69.533°S 67.333°W
普羅斯佩克特冰川（英語：Prospect Glacier）是南極洲的冰川，位於帕爾默地，流經金尼爾山脈和梅耶爾山之間，最終注入福斯特山麓冰川，在1936年由英國探險隊測量。